# FC Hanau 93
1. Hanauer Fußball-Club 1893 – niemiecki klub piłkarski z siedzibą w mieście Hanau, grający w Gruppenlidze Frankfurt Ost, stanowiącej siódmy poziom rozgrywek w Niemczech.

## Historia
Klub został założony w 1893 roku. Nigdy nie występował w najwyższej klasie rozgrywkowej. Spędził za to jeden sezon w 2. Bundeslidze (1978/1979).

## Reprezentanci kraju grający w klubie
- Ervin Skela
- Heinrich Sonnrein

## Występy w2. Bundeslidze
| Sezon     | Poziom | Liga              | Miejsce      |
| --------- | ------ | ----------------- | ------------ |
| 1978/1979 | 2      | 2. Bundesliga Süd | 17. (spadek) |